# Любунь
Любунь — село в Спас-Деменском районе Калужской области России. Административный центр сельского поселения «Село Любунь».

## География
Село расположено на тихой реке Каменке (Каменец).

### Уличная сеть
Основные улицы: Центральная, Молодёжная, Новый переулок, Приозёрная, Школьный переулок.

### Географическое положение
Располагается в 21 км от Спас-Деменска, 270 км от Калуги, 440 км от Москвы.
Ближайшие населённые пункты: Кисели (2 км), Михайловский (5 км), Синьгаево (3 км), Скоробы (4 км), Суборовка (3 км), Сутоки (6 км), Яблоново (4 км).

## История
История села прослеживается с XV века, когда волость Любунь, приписанная в то время к Серпейскому уезду была пожалована за многочисленные заслуги знаменитым князьям Одоевским и Воротынским. Затем, по договору 1503 года, волость Любунь получил великий князь Московский Иван Васильевич. В следующем году князь составил духовную грамоту, согласно которой Любунь навсегда переходила во владение его сына Юрия.
В 1746 году сельское поселение с окружавшими его пустошами относилось уже к Мосальскому уезду и принадлежало майору Дементию Камынину, а в конце XVIII века владельцами Любуни и трёх прилегавших к ней деревень являлись помещики Иван Немиров, сестры Мокеевы, Степан Капорский, Домна Суходольская и Василий Яковлев. Согласно архивным документам, на территории усадьбы располагались деревянный господский дом с плодовитым садом и Успенская церковь, также сооружённая из дерева. В 1782 году Любунь перешла во владение мосальского помещика, секунд-майора Антона Хлюстина. Помещичью усадьбу приобрели в конце XIX века последние владельцы имения — богатые купцы-предприниматели, хозяева крупной рогожной фабрики Нил и Иван Домановы.
В конце XIX века в Любуни было три кузницы, вела работу земская школа, работал небольшой лесопильный завод предпринимателя М.Ананьева, где трудились около 20 человек. В 1914 году на краю Любуни появилась двухэтажная больница, часть помещения которой занимала церковно-приходская школа. Также работала и министерская школа, открытая для обучения талантливых крестьянских детей из всех близлежащих деревень. Возле Успенской церкви, окружённой небольшим садом, в скромной сторожке размещался лазарет. Службы в старом храме исправно проводились двумя священниками при помощи дьякона, псаломщиков и звонаря вплоть до 1929 года. Позднее храм был разрушен до основания. В настоящее время на месте разрушенного сельского храма возвышается памятный знак — крест.

## Население
2010 год — 187 жителей.

2013 год — 170 жителей.
| 2002 | 2007 | 2010 |
| ---- | ---- | ---- |
| 231  | ↘201 | ↘187 |

## Инфраструктура
В селе расположен сельский клуб на 90 мест и библиотека проектной мощностью 6 тыс. томов.

## Транспорт
Деревня доступна по региональной автодороге 29Н-399. 